# Lijst van burgemeesters van Ruddervoorde
Dit is een chronologische lijst van de burgemeesters van de voormalige gemeente Ruddervoorde totdat deze op 1 januari 1977 fuseerde en opging in de gemeente Oostkamp.

## Franse tijd en (Verenigd) Koninkrijk der Nederlanden
- 1801 - 1808 : Charles Vlaming
- 1809 - 1813 :  Jan-Emmanuel Andries ( - 1820) x Eugenie Fraeys. Hij was de halfbroer van Joseph-Olivier Andries.
- 1813 - 1830 : Jacques-Philippe Pecsteen

## Belgisch koninkrijk
- 1830 - 18..: Eugeen Andries (†1844[1])
- 1846 - 1848 Joannes Maes
- 1848 - 1866 : Gustave Pecsteen - de Vrière
- 1869 - 1870 : Joannes Maes
- 1870 - 1872 : Joannes Vandierendonck
- 1872 - 1884 : Eugène-Edouard van Outryve d'Ydewalle (tussen 1879 en 1884 was Bernard Devisschere dienstdoend burgemeester[2])
- 1884 - 1902 : Emmanuel-Henri van Outryve d'Ydewalle
- 1902 - 1920 : Paul-Pierre van Outryve d'Ydewalle
- 1920 - 1953 : Raymond Pecsteen
  - 1942 - 1944 : Paul Cruyl-Tanghe, oorlogsburgemeester
- 1953 - 1970 : Maurice Coucke
- 1970 - 1976 : Frans De Gomme (1932-2019)